# Château de Montgermont

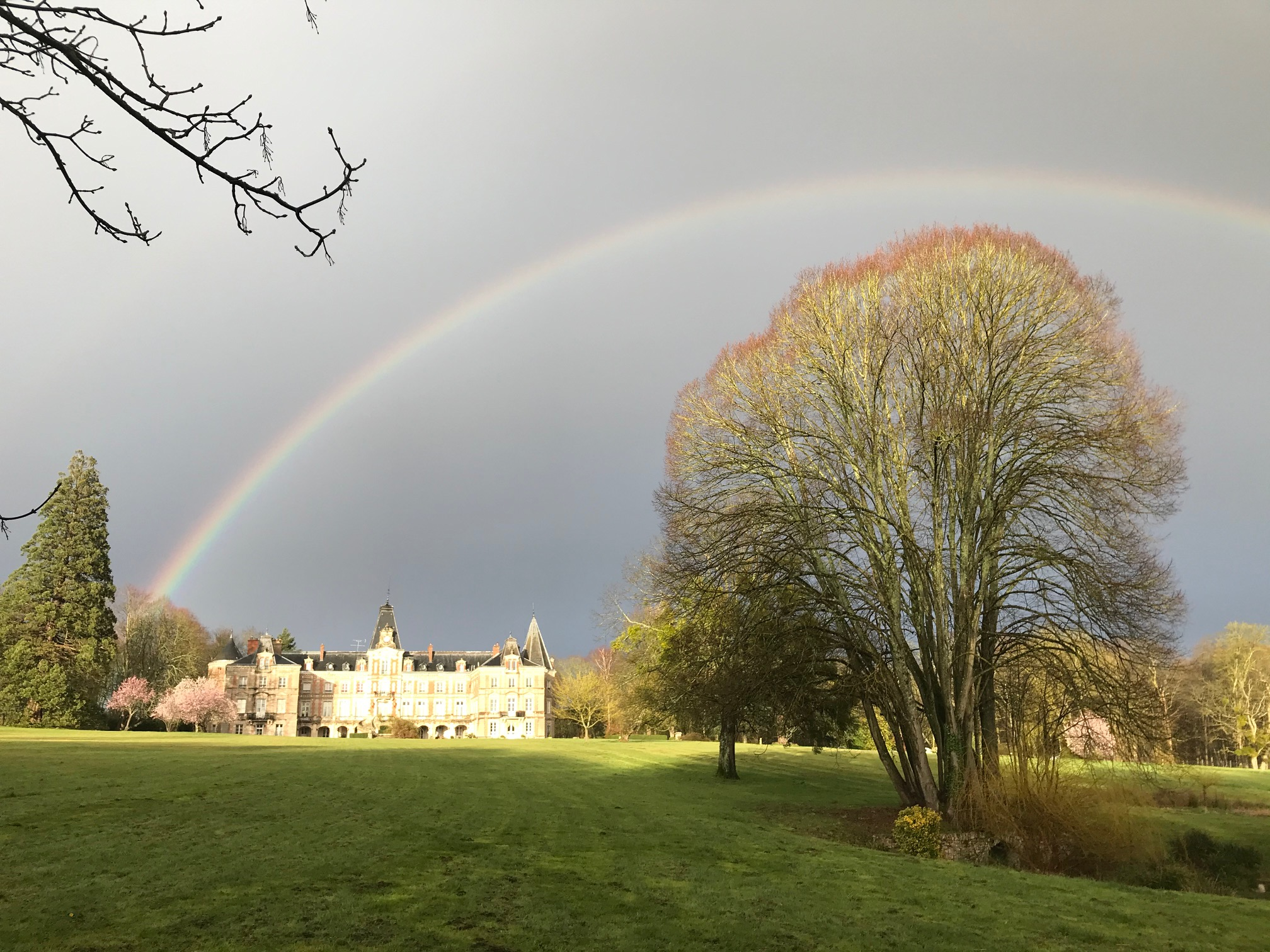
Le château de Montgermont vu du parc avec un arc-en-ciel.

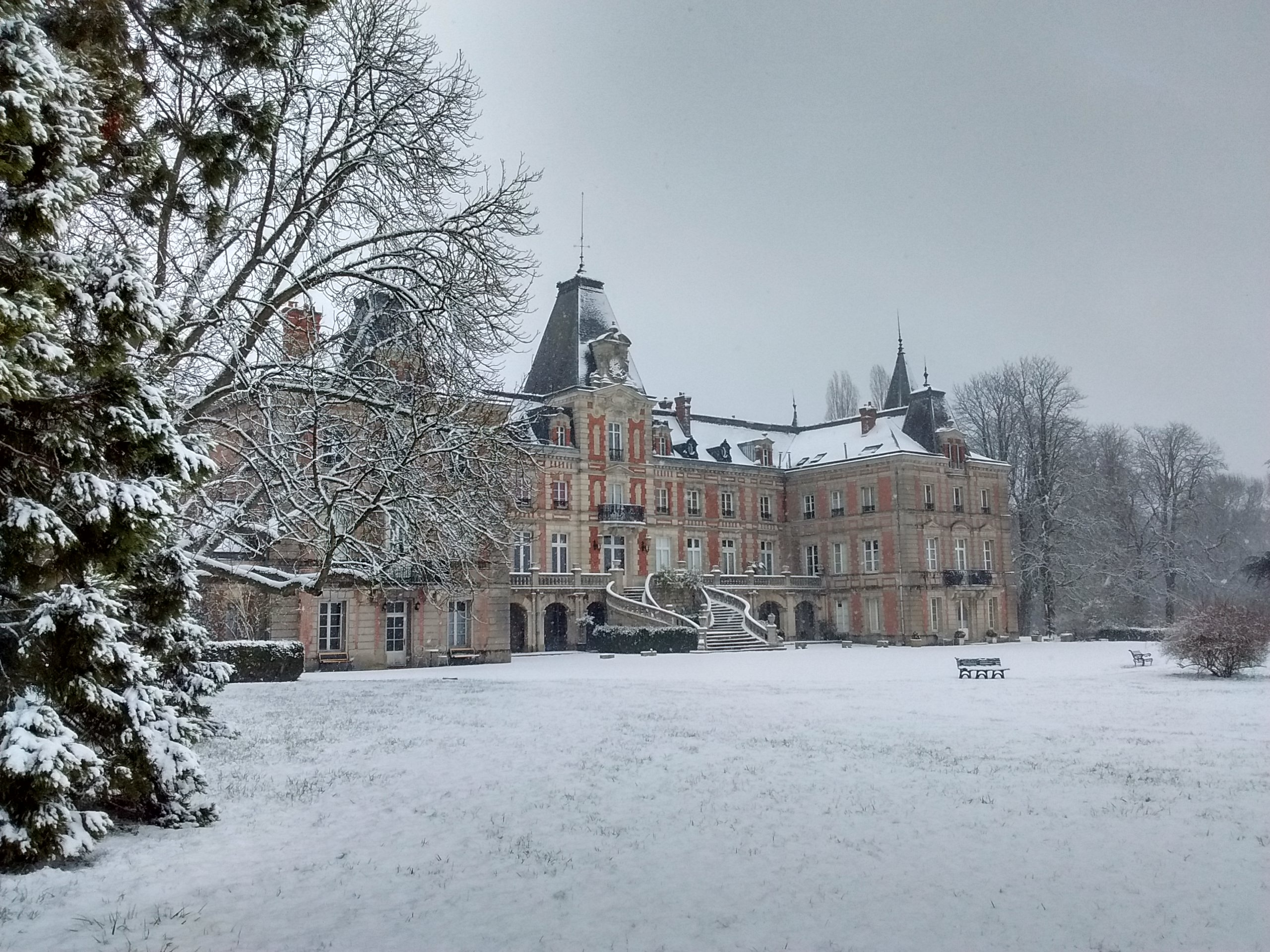
Château de Montgermont sous la neige

Le château de Montgermont est situé sur la commune de Pringy en Seine-et-Marne. 

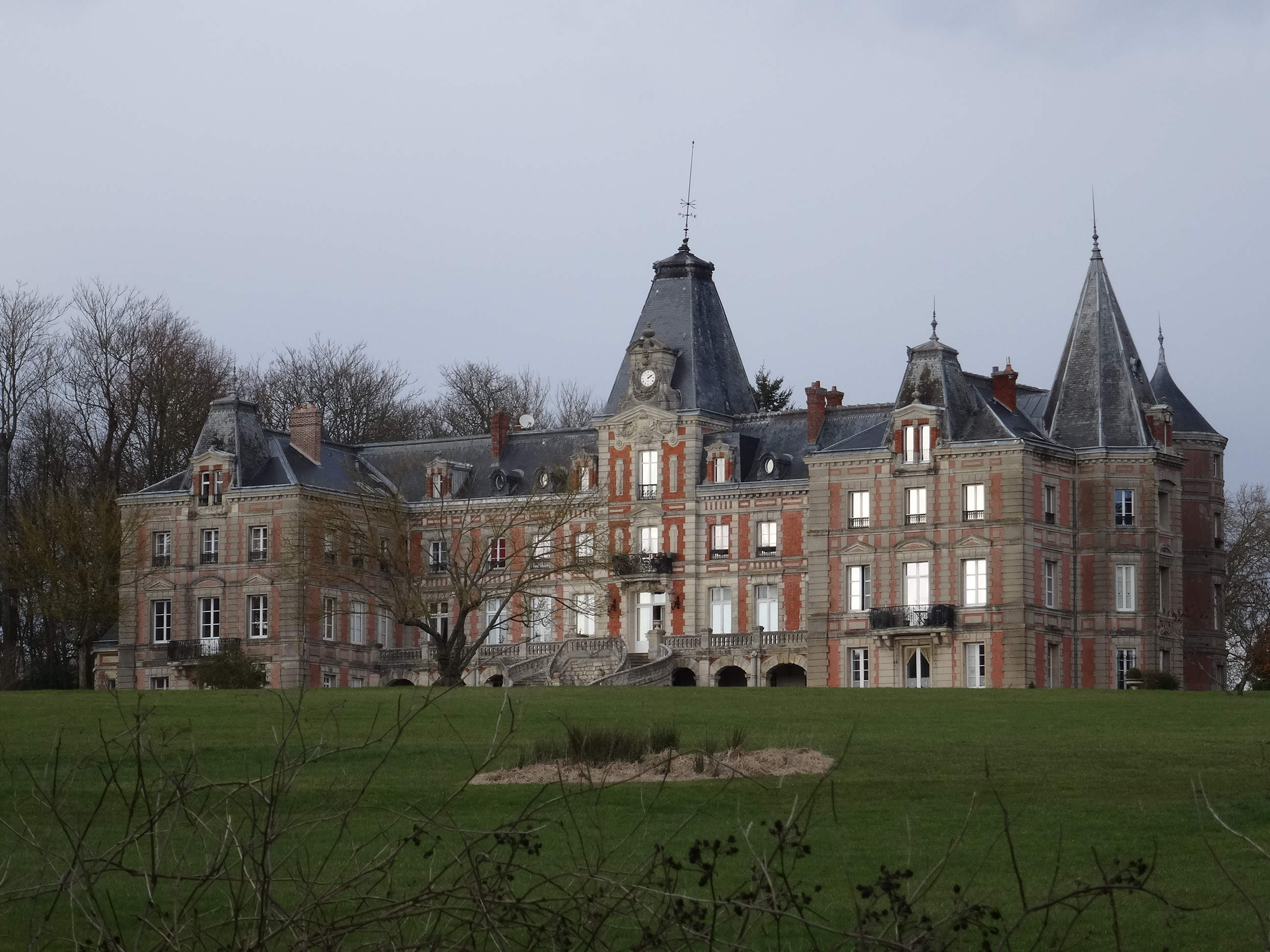
Pringy château de Montgermont

Le premier château de Montgermont était un manoir fortifié composé d'un corps principal et de deux ailes, ceinturé de fossés et flanqué de sept tours, dont deux seulement subsistent en 1670.
En 1789 et 1790, Jean-Armand-Louis de Gontault-Biron confie à l'architecte Soufflot Le Romain les travaux destinés à transformer le château et à lui ôter son aspect féodal. L'aile droite, ainsi que deux tours, sont démolies. Le château est également fortement remanié au XIXe siècle, à l'initiative de Aimé de Gontaut-Biron. L'aile gauche est entièrement démantelée. Une galerie et un perron en fer à cheval sont construits sur la façade principale. Les écuries de la ferme sont déplacées. À la fin du XIXe siècle, sont ajoutées deux ailes en avancée et deux tours d'angle, l'une de forme ronde, l'autre de forme hexagonale. L'ensemble du bâtiment est exemplaire du style néo-Louis XIII.
L'industriel Louis Martin Lebeuf fit l'acquisition du château en 1846, ce qui lui permit d'être anobli,.
Le peintre Marcel Chassard y a installé son atelier dans les années 1950.
Après avoir appartenu à la famille Dubonnet, le château est divisé en plusieurs lots formant une copropriété en 1955.